# 울릉북중학교
울릉북중학교(鬱陵北中學校)는 경상북도 울릉군 북면 천부리에 있었던 공립 중학교이다.

## 학교 연혁
- 1947년 6월 21일 : 천부 고등공민학교 설립 인가
- 1962년 3월 20일 : 천부 고등공민학교 폐교(제13회 215명)
- 1963년 6월 21일 : 울릉중학교 천부분교장 설립 인가
- 1968년 3월 1일 : 울릉북중학교 설립 인가
- 1968년 5월 2일 : 초대 배신규 교장 취임
- 1968년 5월 4일 : 울릉북중학교 개교식
- 2019년 1월 4일 : 제54회 졸업식 (졸업생 2명, 총 졸업생 2,203명)
- 2019년 3월 4일 : 2019학년도 입학식 (입학생 6명)
- 2019년 9월 1일 : 제41대 남군현 교장 취임
- 2020년 2월 29일 : 폐교 및 울릉중학교와 통합[1], 57년만에 폐업

## 참고 자료
- 울릉북중학교 - 한국교육학술정보원 학교알리미